# Понтеведра (провинция)
Понтеведра (исп. и галис. Pontevedra) — провинция на северо-западе Испании в составе автономного сообщества Галисия. Административный центр — Понтеведра. Крупнейший по населению город Галисии — Виго — также расположен в этой провинции. 
Территория — 4495 км² (45-е место среди провинций страны). Население — 938 тыс. (15-е место; данные 2005 года). Подробнее о природе и экономике этой области см. статью Риас-Байшас.